# Hurengespräche

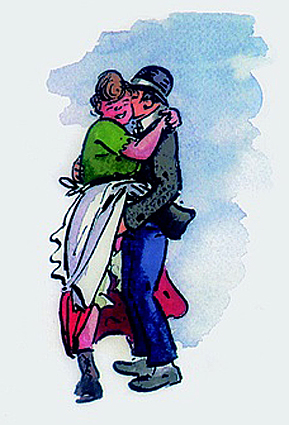
Heinrich Zille: „Hurengespräche“

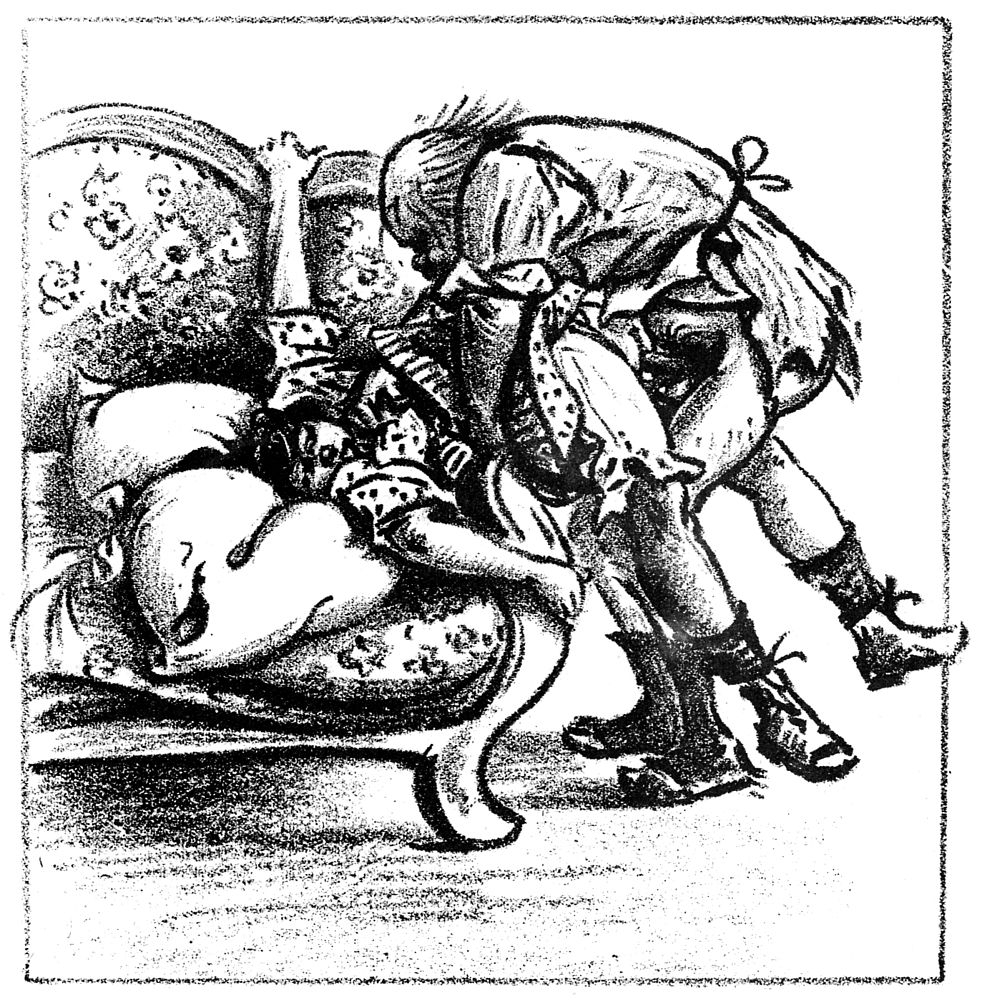
Paulines Vergewaltigung

Hurengespräche ist ein Romanzyklus von Heinrich Zille. Er erschien 1921 (mit der falschen Jahresangabe „1913“) als Privatdruck des Verlags Fritz Gurlitt unter dem Pseudonym W. Pfeifer und wurde von der preußischen Zensur auf der Stelle verboten.

## Inhalt
Der Zyklus handelt von acht Frauen, die, an einem imaginären Stammtisch in einer Suppenküche versammelt, ihre Erlebnisse im Berliner „Milljöh“ Anfang des letzten Jahrhunderts miteinander austauschen. Die Namen der Frauen sind nur in Spitz- oder Vornamen wiedergegeben, so nennen sich die Frauen: Olga, Pauline, Rosa, Alma, Pinselfrieda, Bollenguste, Lutschliese und Minna.
Die Berichte handeln allesamt von stark sexuell-pornographisch gezeichneten Geschichten, beeinflusst durch die katastrophalen Wohn- und Lebensbedingungen im Arbeitermilieu dieser Zeit. Die im Originalton gehaltenen und im Berliner Dialekt gesprochenen Dialoge sind vermutlich authentisch wiedergegeben. Die dazu gezeichneten Illustrationen sind es nicht, allerdings stark von der damals herrschenden Realität beeinflusst, in der sich Zille bewegte. So zeichnet Zille mit gnadenloser Detailgenauigkeit die Schwängerung eines kleinen Mädchens durch den eigenen Vater, während im Nebenbett die Mutter im Sterben liegt, oder die Vergewaltigung eines anderen durch einen Landstreicher.
Die Frauen bezeichnen sich selbst als „Huren“, gehen allesamt aber noch anderen Beschäftigungen wie Blumenfrau oder Fabrikarbeiterin nach. Sie schildern ihre Erlebnisse von frühem sexuellen Missbrauch bis zu geduldetem Inzest, in sehr unsentimentaler Sprache. Allen ist gemein, dass sie im Grunde nach einem anderen Leben streben, aber in diesem durch die sozialen Umstände und auch wegen der mangelnden Aufstiegs- bzw. Bildungsmöglichkeiten als Frauen in ihrem Dasein, als Hure, Ehefrau und (vielfache) Mutter mehr oder weniger „festgekettet“ sind.
… „Hätt’n wir nich so dreckig jewohnt un’ wär’n nicht so arm gewesen, dann wär woll manches anders jeworden.“

## Trivia
Die Ähnlichkeit mit Lukians „Hetärengesprächen“ ist auffällig und sicher kein Zufall. Unmittelbar inspirierend war wohl die zwischen 1904 und 1908 von Hans Ostwald herausgegebene Buchreihe Großstadt-Dokumente, die als Band 23 die „Zehn Lebensläufe von Berliner Kontrollmädchen“ von Wilhelm Hammer enthielt. Tatsächlich war der 1919 geplante ursprüngliche Titel der Publikation Hetärengespräche.

## Hörspiel
- Hurengespräche. MDR/Der Audio Verlag, 2007, ISBN 978-3898136990 (mit Margit Bendokat, Kathrin Angerer, Gudrun Ritter, Winnie Böwe, Dagmar Manzel und Maria Kwiatkowsky als Pauline, Rosa, Alma, Pinselfrieda, Bollenguste und Lutschliese, Regie: Jutta Hoffmann). Diese Besetzung war auch am 18. März 2008 in der Volksbühne am Rosa-Luxemburg-Platz im Theater im 3. Stock zu erleben.